# Sebastião Francisco de Melo e Póvoas
Sebastião Francisco de Melo e Póvoas (Lumiar, Lisboa, ca. 1775 – Pena, Lisboa, 29 de março de 1830) foi um administrador colonial português.
Filho de Joaquim Francisco de Melo e Póvoas e de mãe incógnita, casou com D. Maria Leonor Ernestina de Carvalho e Melo (ca. 1782 - Natal (Rio Grande do Norte), 3 de Outubro de 1814), filha legitimada de Henrique José de Carvalho e Melo, 2.º Marquês de Pombal e neta de Sebastião José de Carvalho e Melo, 1.º Marquês de Pombal, que faleceu vítima de complicações do parto do segundo filho.
Assentou praça em 17 de Outubro de 1806, sendo promovido a alferes por decreto de 21 de Julho de 1807, a tenente por decreto de 8 de Março de 1808, a capitão por decreto de 8 de Setembro de 1808, a major por decreto de 13 de Março de 1814, e a tenente-coronel por decreto de 7 de Outubro de 1817.

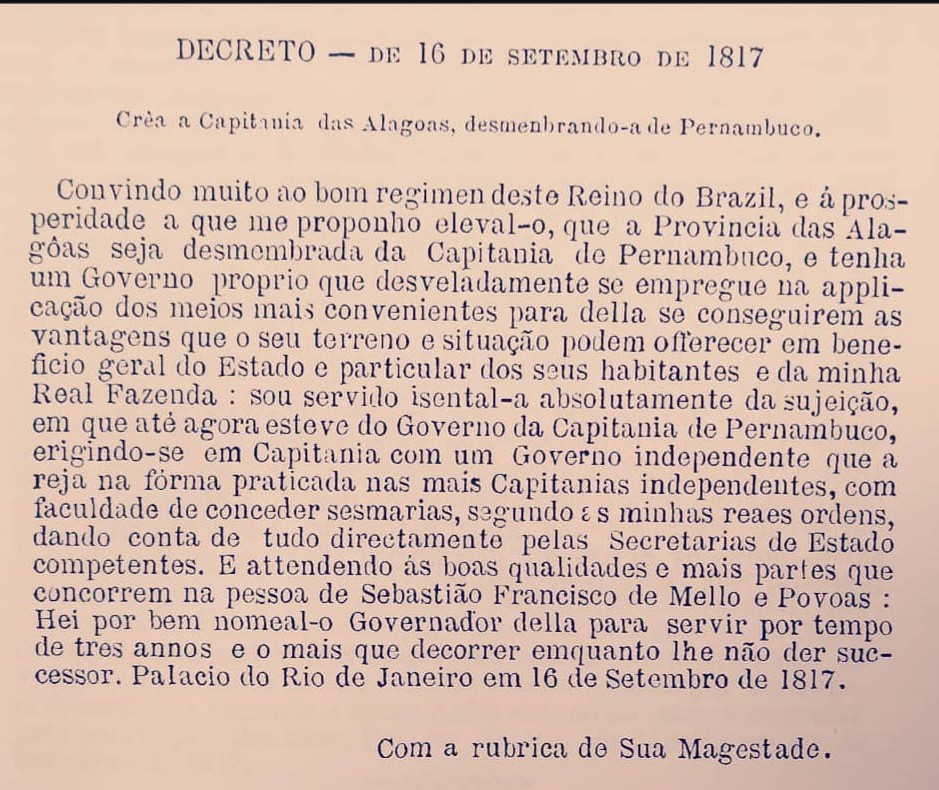
Lei de criação de Alagoas e que também nomeia Sebastião Francisco de Melo para governá-la em 16 de setembro de 1817.

Foi governador das capitanias do Rio Grande do Norte e de Alagoas. Faleceu na sua casa da Calçada de Santana, paróquia da Pena (Lisboa), em 29 de março de 1830, com 54/55 anos, sendo sepultado no Convento do Carmo (Lisboa).

## Família
Do casamento com Maria Leonor Ernestina de Carvalho e Melo, teve dois filhos:
- Henrique José de Carvalho e Melo Póvoas (Rio de Janeiro, ca. 1810 - ?), casado com D. Maria Henriqueta da Silveira de Sequeira;
- Sebastião Pedro de Carvalho e Melo Póvoas (Natal (Rio Grande do Norte), 25 de Setembro de 1814 - ?).

Teve também outro filho depois de regressar a Portugal, de mãe incógnita.